# Uægte karette
Uægte karette (Caretta caretta) er en art af havskildpadder, der er udbredt over hele verden. Det er et havkrybdyr, der tilhører familien Cheloniidae. Den gennemsnitlige uægte karette måler omkring 90 cm i rygskjoldslængde, når den er fuldt udvokset. Den voksne uægte karette vejer ca. 135 kg, og de største eksemplarer vejer mere end 450 kg. Hudens farve varierer fra gul til brun, og skjoldet er typisk rødbrunt. Der ses ingen ydre kønsforskelle, før skildpadden bliver voksen, og den mest åbenlyse forskel er, at de voksne hanner har tykkere haler og kortere bugskjolde end hunnerne.
Den uægte karette findes i Atlanterhavet, Stillehavet og Det Indiske Ocean samt i Middelhavet. Den tilbringer det meste af sit liv i saltvand og flodmundinger, hvor hunnerne kortvarigt kommer på land for at lægge æg. Den uægte karette har en lav reproduktionsrate; hunnerne lægger i gennemsnit fire æg, og derefter producerer de ingen æg i to til tre år. Skildpadde bliver kønsmoden i løbet af 17-33 år og har en levetid på 47-67 år.
Den uægte karette er altædende og lever hovedsageligt af hvirvelløse dyr, der lever på havbunden. Dens store og kraftige kæber fungerer som et effektivt redskab til at partere byttet. Unge havskildpadder bliver jaget af mange rovdyr; æggene er særligt sårbare over for landlevende dyr. Når skildpadderne når voksenalderen, begrænser deres formidable størrelse rovdriften til store havdyr som f.eks. store hajer.
Den uægte havskildpadde betragtes som en sårbar art af International Union for Conservation of Nature (IUCN). I USA er i alt er 9 forskellige populationssegmenter under beskyttelse af Endangered Species Act of 1973, hvoraf 4 populationssegmenter er klassificeret som "truede" og 5 som "udryddelsestruede". Kommerciel international handel med uægte karette eller produkter fra dyret er forbudt i henhold til Washington-konventionen (CITES), bilag I. Fiskeredskaber som ikke passes, er skyld i mange dødsfald blandt uægte karetter. Den største trussel er tab af ynglehabitater på grund af kystudvikling, jagt på reder og menneskelige forstyrrelser (såsom kystbelysning og boligbyggeri), der forårsager desorientering, når ungerne udklækkes. Skildpadder kan også blive kvalt, hvis de fanges i fisketrawl. Der er blevet implementeret anordninger til at reducere dødeligheden ved fangst af skildpadder i fiskeredskaber ved at give dem en flugtvej ud af redskabet. Tabet af egnede redebygningsstrande og indførelsen af eksotiske rovdyr har også gået hårdt ud over bestanden af uægte karette. Bestræbelserne på at genoprette bestanden vil kræve internationalt samarbejde, da skildpadderne bevæger sig rundt i store havområder, og de kritiske redestrande er spredt over flere lande.